# Thailandina
Thailandina es un género de foraminífero bentónico de la subfamilia Thailandininae, de la familia Neoschwagerinidae, de la superfamilia Fusulinoidea, del suborden Fusulinina y del orden Fusulinida. Su especie tipo es Thailandina buravasi. Su rango cronoestratigráfico abarca desde el Kubergandiense (Pérmico medio) hasta el Murgabiense (Pérmico superior).

## Discusión
Clasificaciones más recientes incluyen Thailandina en la superfamilia Neoschwagerinoidea, y en la subclase Fusulinana de la clase Fusulinata.

## Clasificación
Thailandina incluye a las siguientes especies:
- Thailandina buravasi †
- Thailandina hongnusonthiae †